# Indian Bank RC
Indian Bank RC ist ein Fußballverein aus Chennai, Indien. Derzeit spielt er in der zweiten Liga des Landes, der I-League 2. Division. Seine Heimspiele trägt der Verein im Chennaier Jawaharlal Nehru Stadium aus. Der Verein gehört zur Indian Bank, die Sponsor und Namensgeber des Vereins ist. Der Verein gehörte zu den ersten Mannschaften, die in der professionellen I-League 1. Division spielten. Nach zwei Abstiegen (1999 und 2004) ist der Club aber nun zweitklassig.

## Vereinserfolge

### National
- I-League 2. Division

Vizemeister und Aufstieg 2001/02